# Mareil-en-France
Pour les articles homonymes, voir Mareil.
Mareil-en-France est une commune française située dans le département du Val-d'Oise, en région Île-de-France.
Ses habitants sont appelés les Mareillois(es).

## Géographie

### Description
Mareil-en-France se situe en plaine de France, près de l'intersection de la Francilienne avec la RN 16 (actuelle RD 316), à une distance orthodromique de 25 km au nord-nord-est de Paris.
Mareil-en-France fait partie du parc naturel régional Oise-Pays de France créé par décret du 13 janvier 2004.
La distance routière de la capitale est de 30 km par Villiers-le-Sec et la RD 316, et l'aéroport Roissy-Charles-de-Gaulle est à 16 km par Fontenay-en-Parisis et la Francilienne.

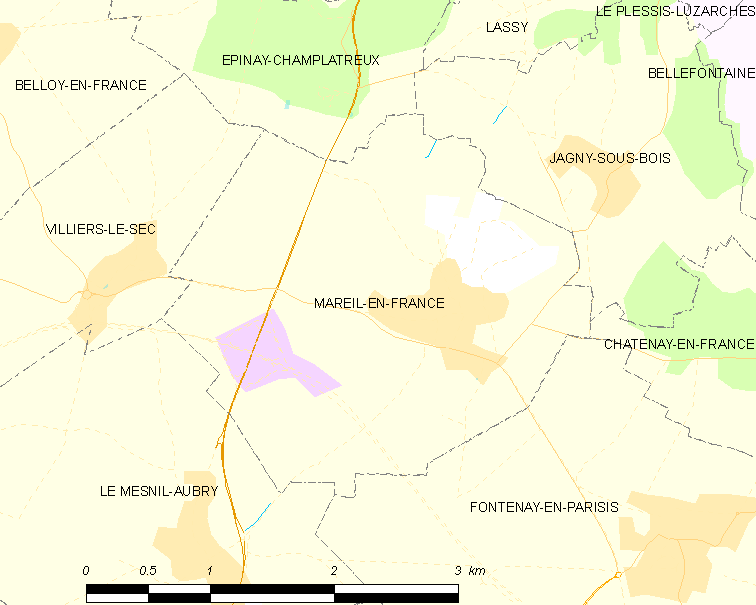
Carte de la commune.
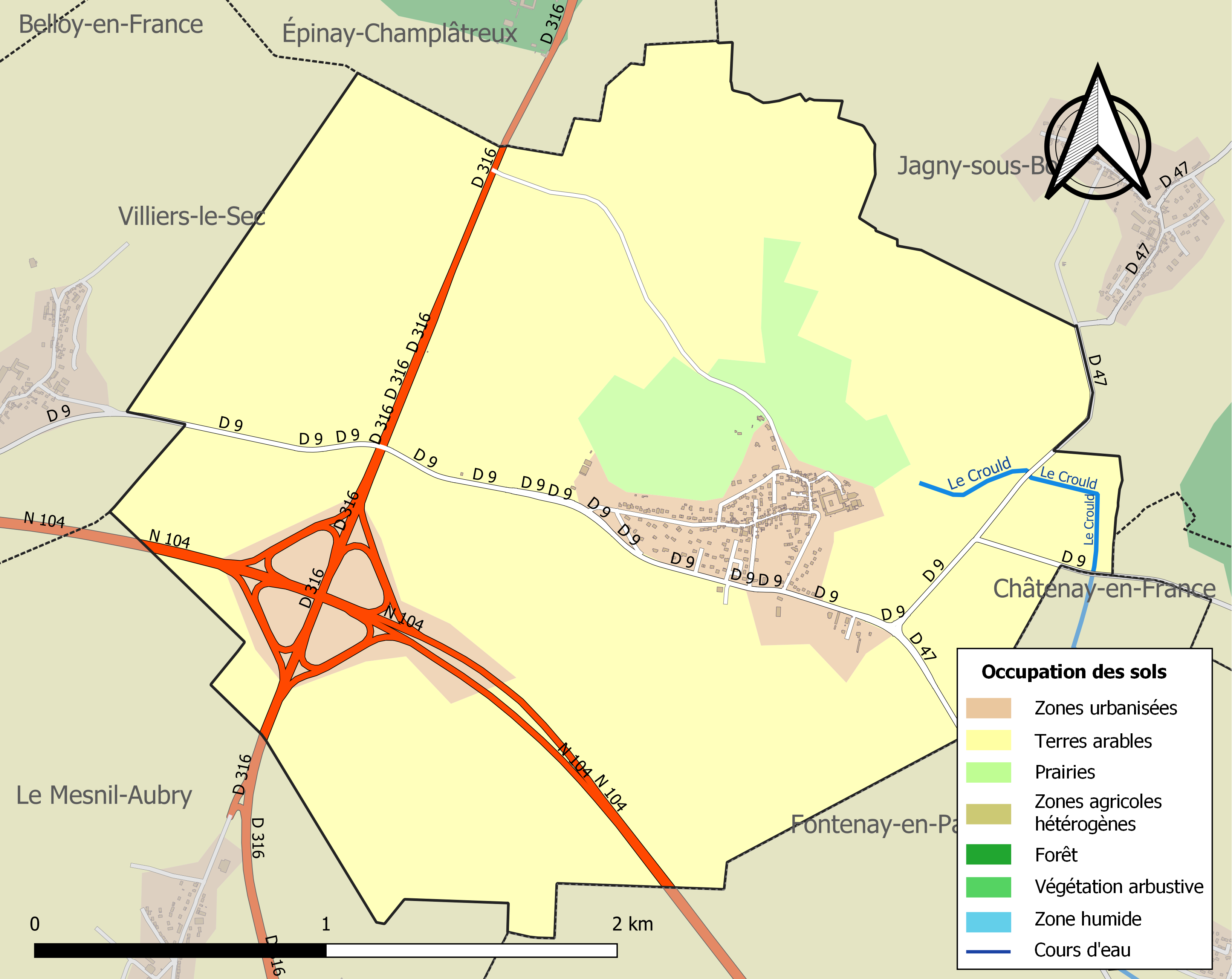
Occupation des sols.

### Communes limitrophes
Mareil compte cinq communes limitrophes, dont la plus importante est Fontenay, petit bourg avec quelques commerces de proximité et des cabinets de médecin.
| Épinay-Champlâtreux |                  | Jagny-sous-Bois     |
| Villiers-le-Sec     | Mareil-en-France |                     |
| Le Mesnil-Aubry     |                  | Fontenay-en-Parisis |

### Hydrographie
Le Croult prend sa source à Mareil-en-France. C'est un affluent de la Seine où il se jette à Saint-Denis.

### Géologie et relief

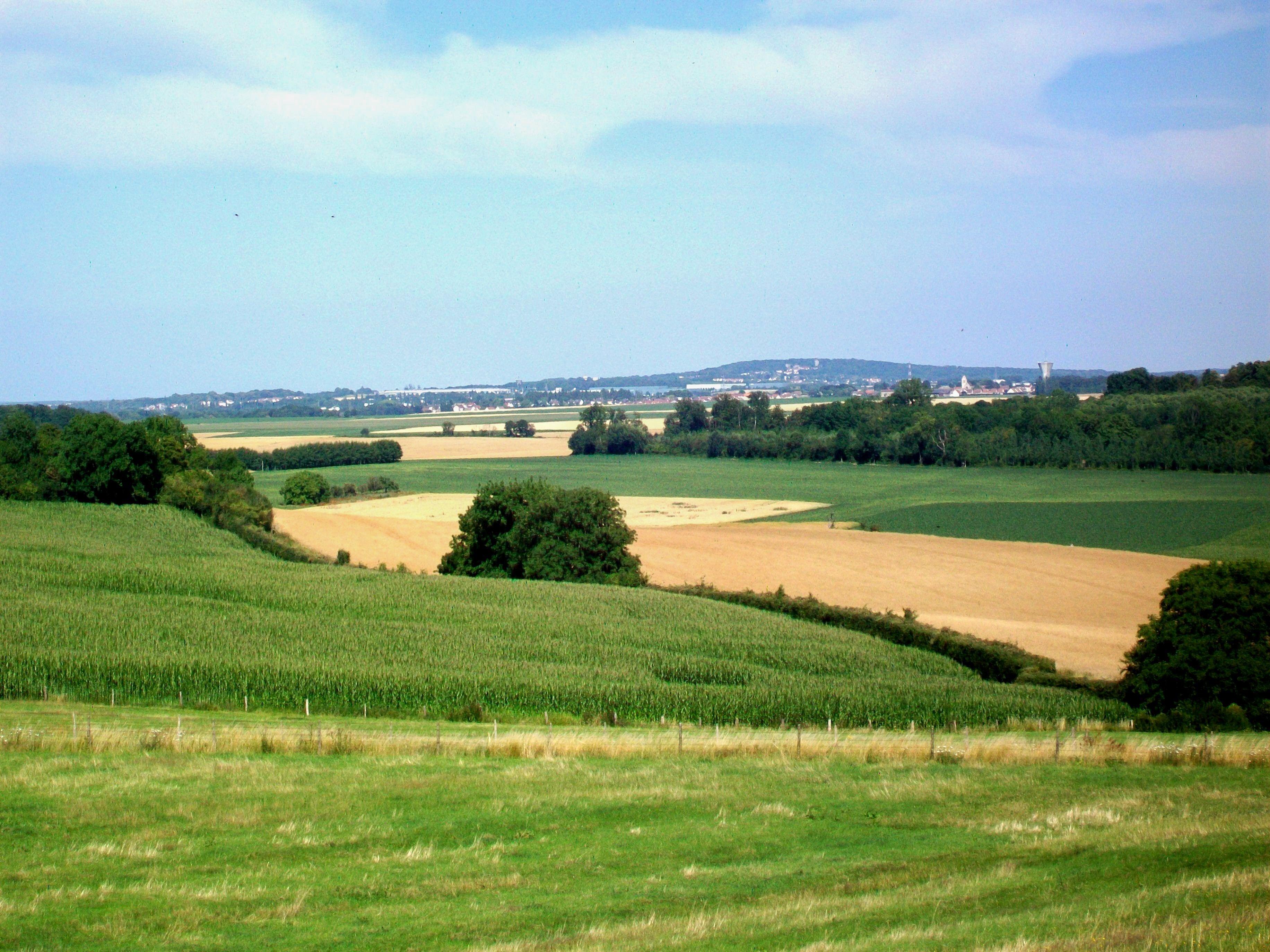
Vue vers la butte de Montmélian depuis Mareil.

Le village de Mareil est visible de loin grâce à sa situation sur le versant sud-est d'une butte-témoin de 175 m d'altitude, le village lui-même étant bâti autour de 155 m, dominant la plaine d'une vingtaine de mètres. De ce fait, des points de vue existent à Mareil, permettant d'apercevoir la forêt de Carnelle, la forêt de Chantilly et la butte de Montmélian. Le territoire communal est pour l'essentiel couvert de surfaces agricoles, dont quelques vergers, mais grâce à la présence de plusieurs petits bois et de haies vives ou d'allées d'arbres fruitiers le long de certains chemins, le paysage est loin d'être monotone. Les cours d'eau sont absents à Mareil, mais il y a quelques sources.

### Climat
Pour des articles plus généraux, voir Climat de l'Île-de-France et Climat du Val-d'Oise.
En 2010, le climat de la commune est de type climat océanique dégradé des plaines du Centre et du Nord, selon une étude du CNRS s'appuyant sur une série de données couvrant la période 1971-2000. En 2020, Météo-France publie une typologie des climats de la France métropolitaine dans laquelle la commune est dans une zone de transition entre le climat océanique et le climat océanique altéré et est dans la région climatique  Sud-ouest du bassin Parisien, caractérisée par une faible pluviométrie, notamment au printemps (120 à 150 mm) et un hiver froid (3,5 °C). 
Pour la période 1971-2000, la température annuelle moyenne est de 10,6 °C, avec une amplitude thermique annuelle de 14,5 °C. Le cumul annuel moyen de précipitations est de 710 mm, avec 12 jours de précipitations en janvier et 8,2 jours en juillet. Pour la période 1991-2020, la température moyenne annuelle observée sur la station météorologique la plus proche, située sur la commune de Roissy-en-France à 10 km à vol d'oiseau, est de 12,1 °C et le cumul annuel moyen de précipitations est de 694,3 mm,. Pour l'avenir, les paramètres climatiques de la commune estimés pour 2050 selon différents scénarios d'émission de gaz à effet de serre sont consultables sur un site dédié publié par Météo-France en novembre 2022.

## Urbanisme

### Typologie
Au 1er janvier 2024, Mareil-en-France est catégorisée bourg rural, selon la nouvelle grille communale de densité à sept niveaux définie par l'Insee en 2022.
Elle est située hors unité urbaine. Par ailleurs la commune fait partie de l'aire d'attraction de Paris, dont elle est une commune de la couronne,. Cette aire regroupe 1 929 communes,.

### Voies de communication et transports
L'accès routier à Mareil est particulier. Bien que l'échangeur entre la Francilienne et la RD 316 se situe sur le territoire communal, il n'y a aucun lien entre ces routes et le village, exception faite de la voie communale d'Épinay-Champlâtreux, qui permet de quitter Mareil sur la RD 316 en direction du Nord, vers Luzarches et Chantilly. (Le contraire n'est pas autorisé). Sinon, il faut passer par la Francilienne pour atteindre la RD 316, et choisir entre les sorties de Fontenay-en-Parisis (à l'est) et de Villiers-le-Sec (à l'ouest).
Sur le plan des transports en commun, Mareil est desservie par la ligne R8 du réseau de bus Roissy Ouest, à raison de trois aller-retours le matin et trois aller-retours le soir. Le matin, les bus sont sans arrêt entre la gare et le terminus de la ligne, et le soir, une fois atteint le terminus, rentrent sans arrêt à la gare (desserte en boucle de Mareil). À la gare de Goussainville, la correspondance avec le RER D est établie. Concernant la randonnée pédestre, elle se heurte sur la commune à l'interruption de la plupart des chemins ruraux qui se terminent au milieu de champs ou devant les remblais des grandes routes. Reste toutefois le Chemin Blanc en provenance du Mesnil-Aubry.

## Toponymie
Marolium en 704, Marul en 1150, Mareuil, Mareil-en-France.
Son nom provient du gaulois maros, grand, et ialos, espace découvert.

## Politique et administration

### Rattachements administratifs et électoraux

#### Rattachements administratifs
Antérieurement à la loi du 10 juillet 1964, la commune faisait partie du département de Seine-et-Oise. La réorganisation de la région parisienne en 1964 fit que la commune appartient désormais au département du Val-d'Oise et à son arrondissement de Sarcelles après un transfert administratif effectif au 1er janvier 1968.
Elle faisait partie de 1793 à 1967 du canton d'Écouen de Seine-et-Oise. Lors de la mise en place du Val-d'Oise, la ville intègre le canton de Luzarches. Dans le cadre du redécoupage cantonal de 2014 en France, cette circonscription administrative territoriale a disparu, et le canton n'est plus qu'une circonscription électorale.
Mareil-en-France fait partie du ressort  du tribunal d'instance de Gonesse (depuis la suppression du tribunal d'instance d'Écouen en février 2008), et celle du  tribunal judiciaire ainsi que de celui du  tribunal de commerce de Pontoise,.

#### Rattachements électoraux
Pour les élections départementales, la commune est membre depuis 2014 du canton de Fosses
Pour l'élection des députés, elle fait partie de la neuvième circonscription du Val-d'Oise.

### Intercommunalité
Mareil-en-France était membre de la communauté de communes du pays de France, un établissement public de coopération intercommunale (EPCI) à fiscalité propre créé fin 1993 et auquel la commune avait transféré un certain nombre de ses compétences, dans les conditions déterminées par le code général des collectivités territoriales.
Dans le cadre des dispositions de la loi portant nouvelle organisation territoriale de la République du 7 août 2015, qui prévoit que les établissements publics de coopération intercommunale (EPCI) à fiscalité propre doivent avoir un minimum de 15 000 habitants, cette petite intercommunalité a fusionné avec sa voisine pour former, le 1er janvier 2017, la communauté de communes Carnelle Pays de France dont est désormais membre la commune.

### Liste des maires
| Période                                  | Période  | Identité                           | Étiquette | Qualité                        |
| ---------------------------------------- | -------- | ---------------------------------- | --------- | ------------------------------ |
| Les données manquantes sont à compléter. |          |                                    |           |                                |
| avant 1816                               |          | Alexandre Thibault                 |           |                                |
| 1816                                     | 1859     | Bernard-Lubin Driancourt           |           |                                |
| 1871                                     | 1879     | Alexis Jean Victor Girard-Boisseau |           |                                |
| avant 1874                               |          | Gérard Boisseau                    |           |                                |
| avant 1890                               |          | Pierre Jumentier                   |           |                                |
| 1896                                     | 1943     | Paul Jumentier                     |           |                                |
|                                          |          |                                    |           |                                |
| mars 2001                                | 2014     | Pierre Coulon                      |           |                                |
| 2014                                     | En cours | Chantal Romand                     |           | Réélu pour le mandat 2020-2026 |

## Population et société

### Démographie
L'évolution du nombre d'habitants est connue à travers les recensements de la population effectués dans la commune depuis 1793. Pour les communes de moins de 10 000 habitants, une enquête de recensement portant sur toute la population est réalisée tous les cinq ans, les populations de référence des années intermédiaires étant quant à elles estimées par interpolation ou extrapolation. Pour la commune, le premier recensement exhaustif entrant dans le cadre du nouveau dispositif a été réalisé en 2004.

En 2022, la commune comptait 721 habitants, en évolution de +4,04 % par rapport à 2016 (Val-d'Oise : +4 %, France hors Mayotte : +2,11 %).
| 1793 | 1800 | 1806 | 1821 | 1831 | 1836 | 1841 | 1846 | 1851 |
| ---- | ---- | ---- | ---- | ---- | ---- | ---- | ---- | ---- |
| 424  | 468  | 435  | 379  | 377  | 368  | 356  | 402  | 384  |

| 1856 | 1861 | 1866 | 1872 | 1876 | 1881 | 1886 | 1891 | 1896 |
| ---- | ---- | ---- | ---- | ---- | ---- | ---- | ---- | ---- |
| 384  | 403  | 435  | 457  | 510  | 404  | 306  | 310  | 311  |

| 1901 | 1906 | 1911 | 1921 | 1926 | 1931 | 1936 | 1946 | 1954 |
| ---- | ---- | ---- | ---- | ---- | ---- | ---- | ---- | ---- |
| 299  | 335  | 341  | 306  | 283  | 319  | 285  | 281  | 304  |

| 1962 | 1968 | 1975 | 1982 | 1990 | 1999 | 2004 | 2006 | 2009 |
| ---- | ---- | ---- | ---- | ---- | ---- | ---- | ---- | ---- |
| 330  | 315  | 369  | 450  | 475  | 498  | 571  | 576  | 675  |

| 2014 | 2019 | 2022 | - | - | - | - | - | - |
| ---- | ---- | ---- | - | - | - | - | - | - |
| 693  | 707  | 721  | - | - | - | - | - | - |

### Équipements et services publics

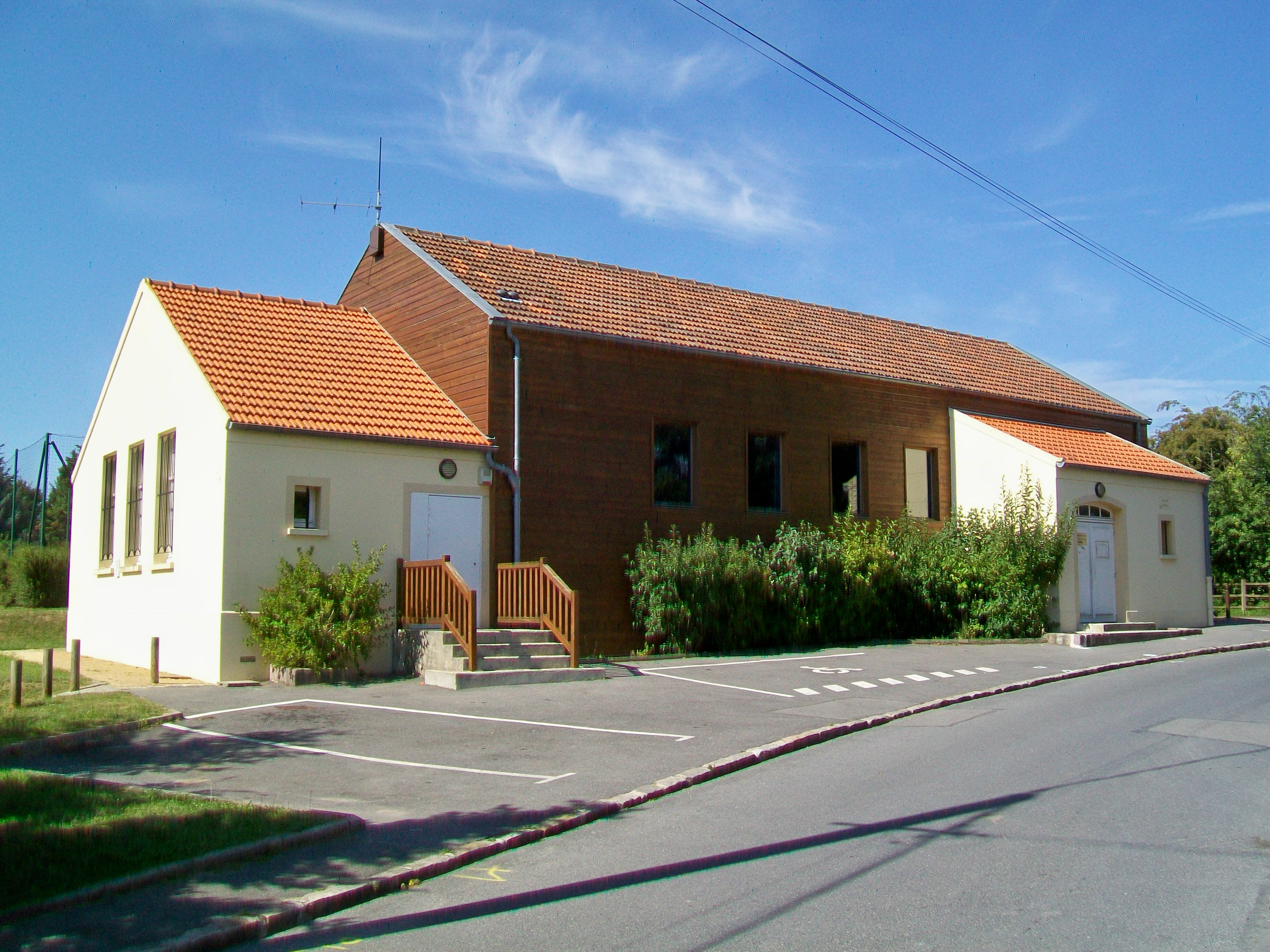
Le foyer rural.

La commune s'est dotée de caméras de vidéosurveillance en 2017.

## Culture locale et patrimoine

### Lieux et monuments

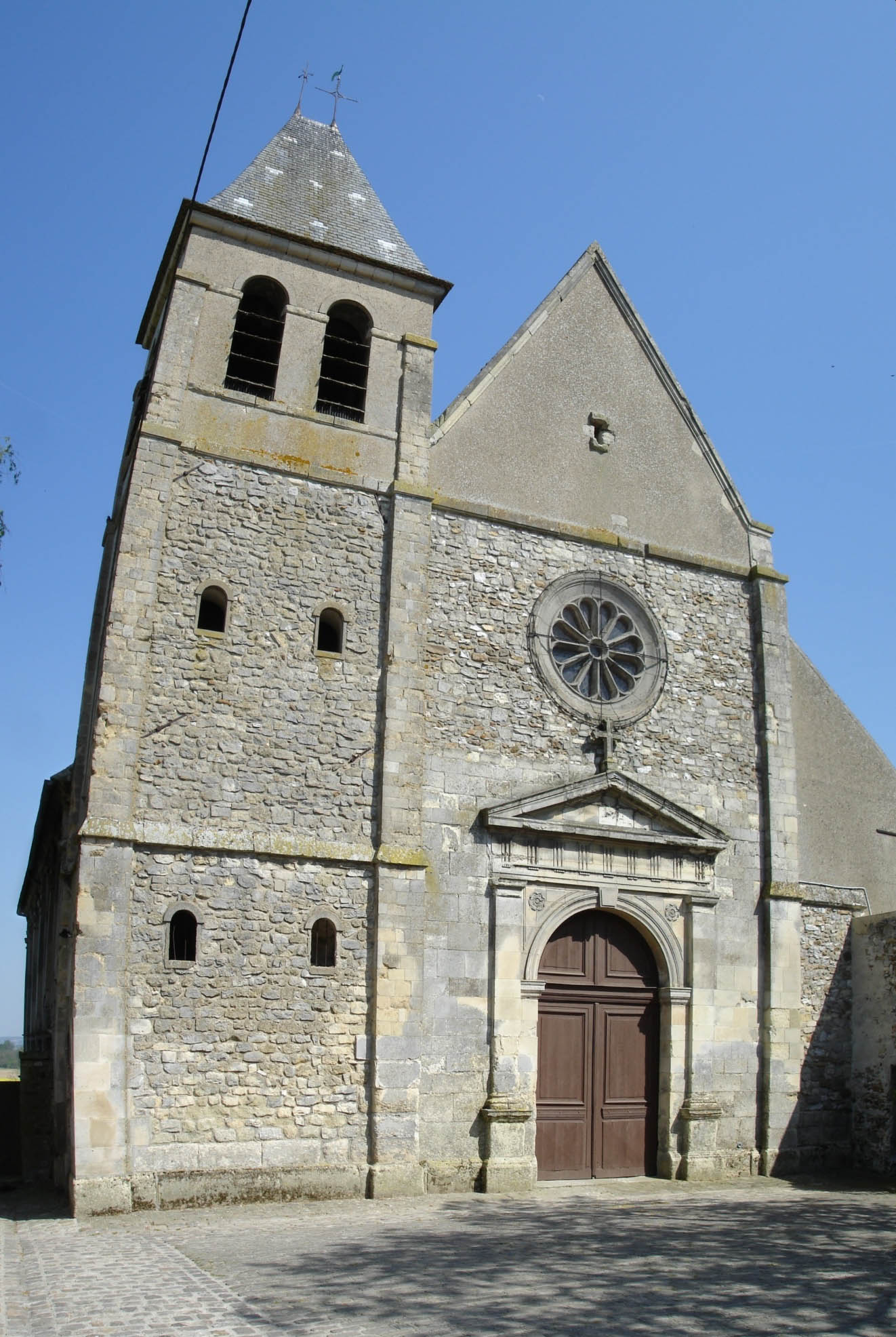
Façade ouest de l'église.

Mareil-en-France compte un monument historique sur son territoire.
- Église Saint-Martin, rue de l'Église (inscrite monument historique en  1914[25]) :
De l'extérieur, seuls le clocher et la façade occidentale du milieu du XIXe siècle sont visibles depuis le domaine public, et dénués d'intérêt. Tout le reste de l'église a été édifié pendant une unique campagne de construction au début du dernier quart du XVIe siècle et séduit par l'homogénéité et la qualité de son architecture Renaissance.
L'ordonnancement et la sculpture monumentale portent la signature artistique du maître-maçon Nicolas de Saint-Michel, de Luzarches, et montrent une ressemblance frappante avec l'église Saint-Martin d'Attainville. À l'instar de toutes les autres églises bâties par le même architecte, le voûtement d'ogives et la disposition générale sont hérités de l'architecture gothique, mais si l'on ne regarde que les supports, l'on pourrait se croire dans un édifice antique. Ce qui distingue l'église de Mareil-en-France est son plan exceptionnel avec déambulatoire complet, sans chapelles rayonnantes, mais avec une enfilade de chapelles peu profondes tout autour de l'église, grâce à des contreforts tournés vers l'intérieur. Comme seul inconvénient, l'abside est insuffisamment éclairée, car le chevet est entouré par le déambulatoire. Néanmoins, les auteurs s'accordent pour considérer l'église Saint-Martin comme un chef-d'œuvre de la Renaissance en pays de France[26],[27],[28].

On peut également signaler :
- La mairie, rue Regnault / rue Montguichet :
Elle a la particularité d'être construit sur un promontoire, résultant visiblement des travaux de terrassement pour la construction routière. En effet, Mareil est situé sur le flanc méridional et sur le sommet d'une butte-témoin, et la rue Montguichet à côté de la mairie, tout comme la rue Neuve devant la mairie, présentent une déclivité considérable. La petite place devant la mairie ne correspond pas au relief naturel.
La maison n'a pas toujours été une mairie ; elle remonte à 1765 et a été acquise par la commune en 1842 pour être transformée en mairie-école.
L'aile latérale à l'ouest était une salle de classe supplémentaire ; elle a été ajoutée en 1867 suivant les plans de l'architecte Boulogne.
Le style de sa façade en meulière avec utilisation de briques rouges pour les chaînages se retrouve au rez-de-chaussée de la mairie, indice d'un remaniement de la façade d'origine vers la même période. En 1871, la salle du conseil municipal a été décorée de fines boiseries en chêne, toujours en l'état. L'on peut encore voir, dans le mur de soutènement, une porte et deux fenêtres grillagées, ouvrant sur une pièce voûtée taillée en partie dans la roche : ce fut le corps de garde.
La salle de classe de 1871 ne sert plus d'école[29],[30], mais l'école élémentaire est toujours présente sur le même terrain, derrière la mairie, dans des bâtiments modernes (classes CM1 et CM2)[31].
- Le lotissement bourgeois « Les Fabriques », RD 47, avenue des Tilleuls (impasse privée) et avenue du Curé :
Cet ensemble architectural est commandé par le banquier syrien Eugène Chaloub et réalisé entre 1895 et 1904, sur le terrain d'une sucrerie qui avait fait faillite.
L'architecture de chacune des cinq villas est différente. Elles s'appellent « le château », « villa Beauséjour », « villa Maurice », « villa Notre-Dame » et « villa des Sapins ». Cette dernière, inspirée d'un chalet, est la seule à ne plus conserver son aspect d'origine. Leur architecte n'est pas connue, mais l'on peut constater son goût pour l'éclectisme et le pastiche historique. Toutes les maisons et leurs dépendances furent exécutées avec grands soins et disposaient de tout le confort, mais le lotissement se démarque surtout par sa « salle de récréation » (avec théâtre et salle de gymnastique) commune à tous ses habitants, et par son parc paysager avec verger, potager, sapinière, roseraie, reproduction de la grotte de Lourdes, rivière artificielle avec cascade, kiosques, labyrinthe et serre chauffée. Le lotissement avait même son système indépendant d'adduction d'eau.
Un projet d'agrandissement prévu en 1913 n'a pas vu le jour en raison de la Première Guerre mondiale, et Chaloub, ayant perdu femme et enfant, vend le domaine en 1925[32].
- La grande ferme avec les vestiges de l'ancien château de Mareil, entre mairie et église :
Implantée en haut de la butte sur une terrasse artificielle, elle domine la RD 47 en provenance de Fontenay-en-Parisis. L'on aperçoit de loin le haut mur de soutènement aux limites sud et est de la propriété, avec un escalier d'honneur descendant aujourd'hui vers un champ cultivé. Le logis du XVIIIe siècle, bâti en équerre à l'extrémité sud-est de la cour d'exploitation, intègre des parties de l'ancien château de Mareil du XVIIe siècle démoli partiellement en 1793. Quelques vestiges sont également visibles depuis la route. Le grand portail de la cour s'ouvre sur la rue Regnault, à droite de la mairie. Les écuries et la chartrie, à quatre arcs plein cintre, sont d'une grande qualité architecturale[33]. Par ailleurs, l'ancienne bergerie, grande salle voûtée, constitue le dernier vestige d'un ancien couvent dépendant du prieuré de Gonesse, démoli aux XVe et XVIe siècles[34]. Les bâtiments de cette vaste ferme remarquable se trouvent aujourd'hui dans un état de délabrement, et les détails des décors des façades se perdent.
- Le capteur de source, au lieu-dit « la Tourelle », au nord-ouest du village, non loin du chemin communal vers la RD 316 :
Le bâtiment se présente comme une petite tour ronde sans étage, construite en pierres brutes, avec un toit conique également en pierre, mais aujourd'hui recouvert de tuiles plates. La porte est entourée d'un chaînage par des pierres d'apparat de grand format. L'eau de la source était conduite au village par une canalisation, bien qu'une cuvette ait dû être traversée. Après la désaffectation de la canalisation, le bâtiment a été utilisé comme cabane de chasse[35]. La tourelle, menacée de tomber définitivement en ruine, a été restaurée vers 2005 avec le soutien du Parc naturel régional Oise-Pays de France. Située au sein d'un champ, l'on ne peut pas s'en approcher.
- Le lavoir, au nord du cimetière en dehors du village : le bassin est aujourd'hui complètement caché par la végétation, et ses bordures en grès ne sont pratiquement plus visibles. La fontaine couverte alimentant le lavoir est encore assez bien visible. Il s'agit d'un petit édicule en pierres de taille de peu d'épaisseur, couverte par une unique dalle et ouverte vers le nord. À côté, un escalier en blocs de pierre descend vers le niveau du bassin. Un mur de soutènement de faible hauteur, élevé en pierre sèche, délimite l'espace autour du lavoir à l'est.

Galerie des lieux et monuments :
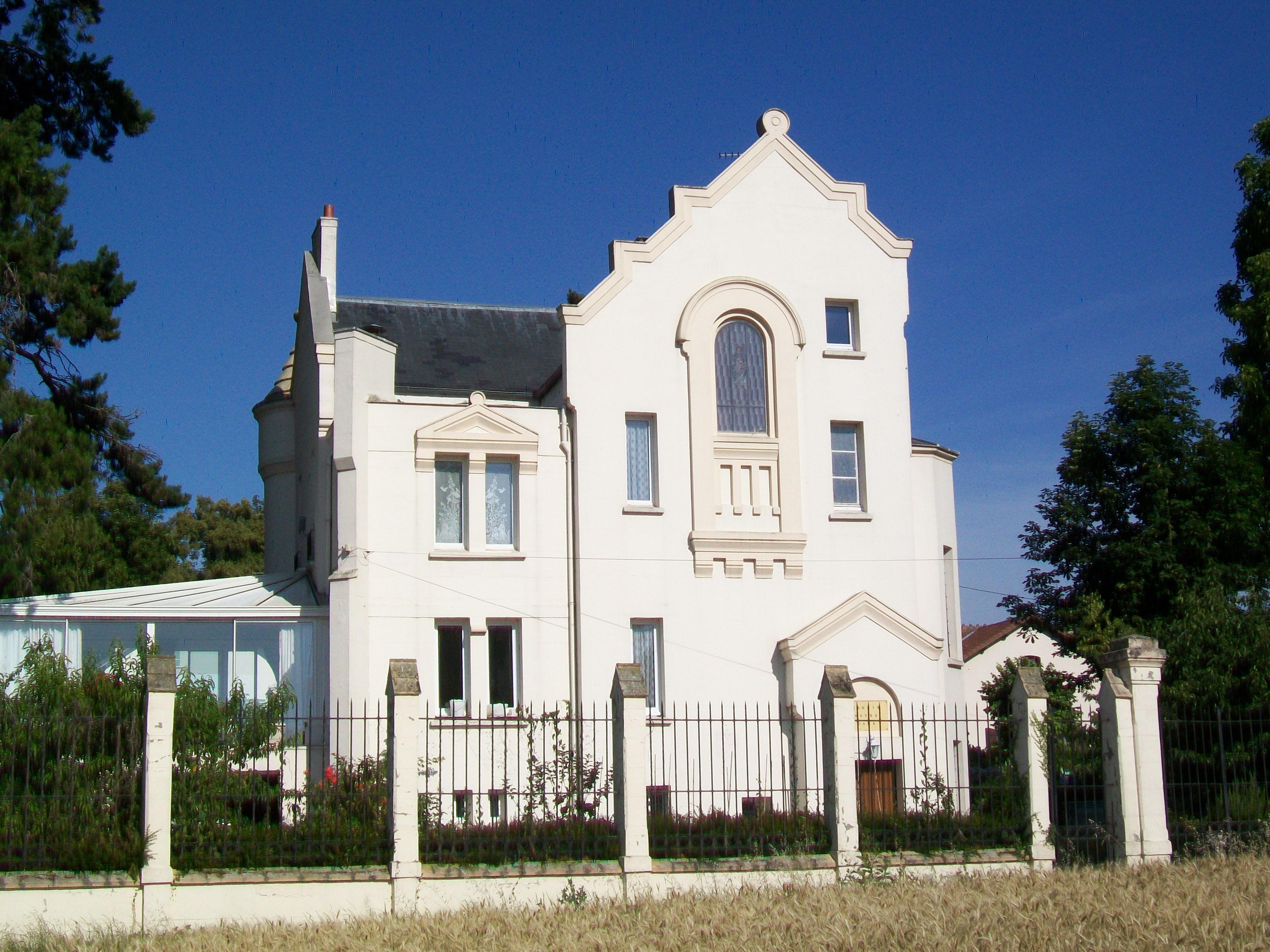
Le manoir Notre-Dame, l'une des villas du lotissement « Les Fabriques ».
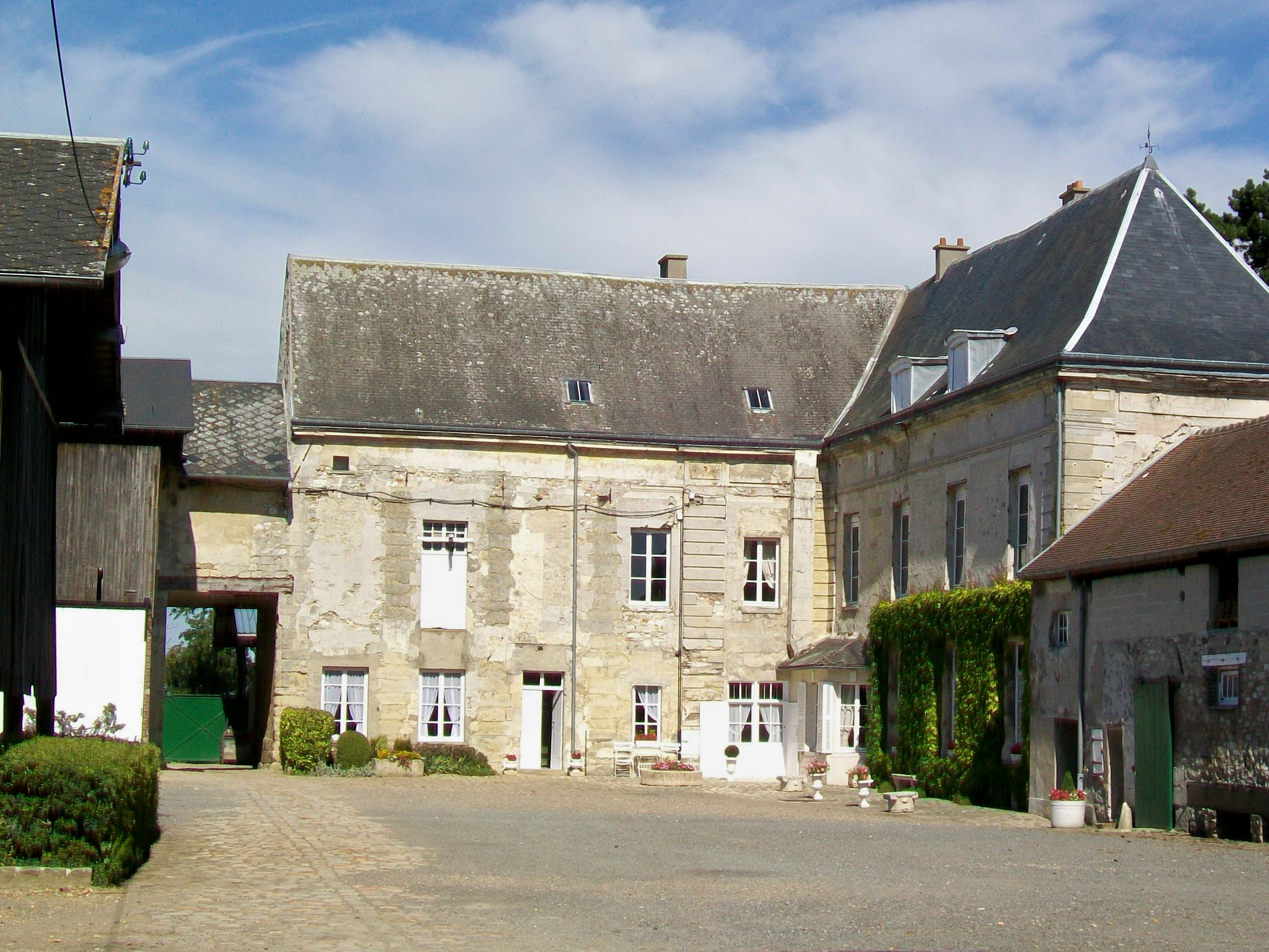
Le logis de la grande ferme, incorporant des vestiges de l'ancien château.
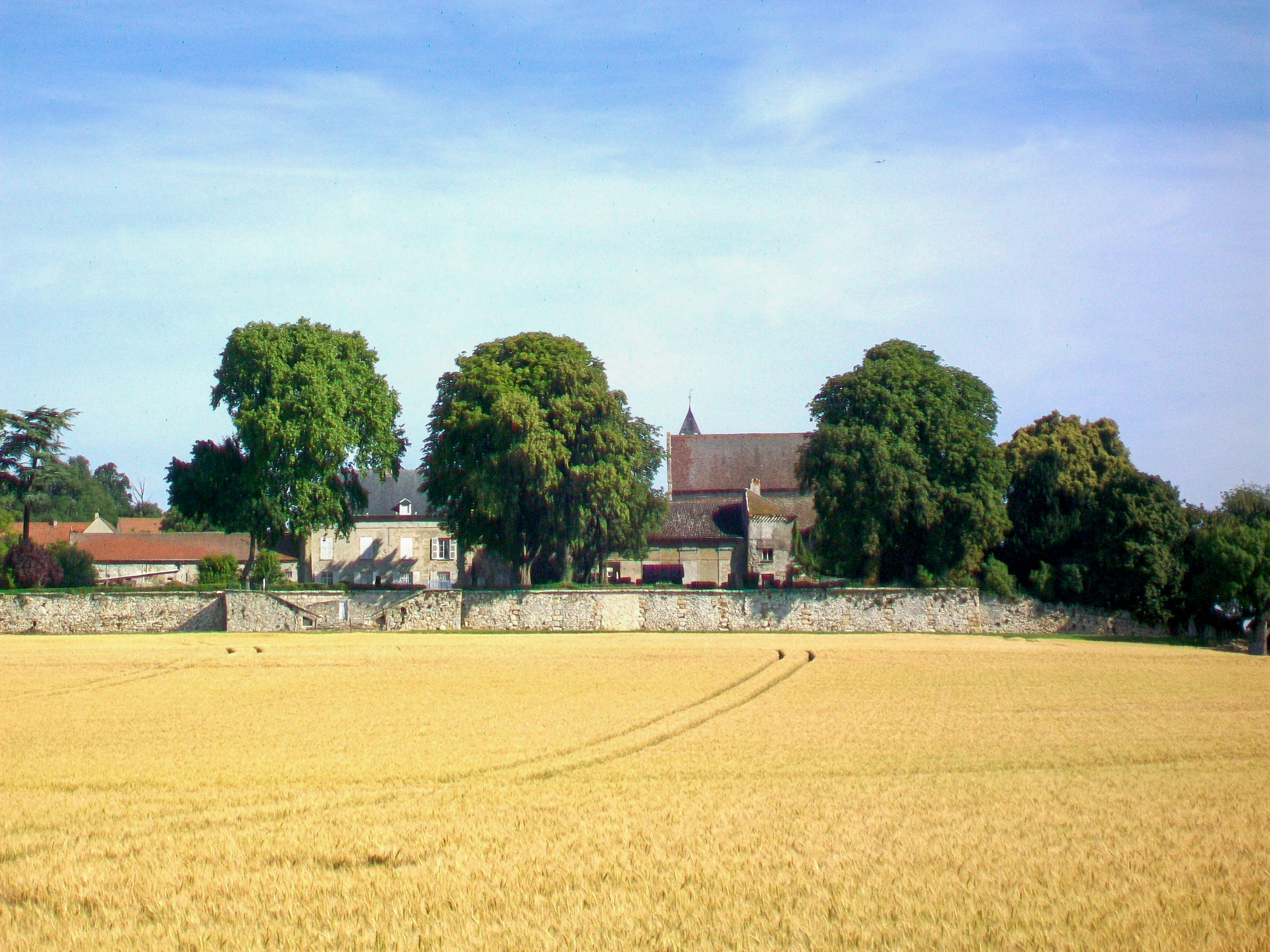
Vue sur le manoir de la grande ferme et l'église, à l'est de la butte de Mareil.
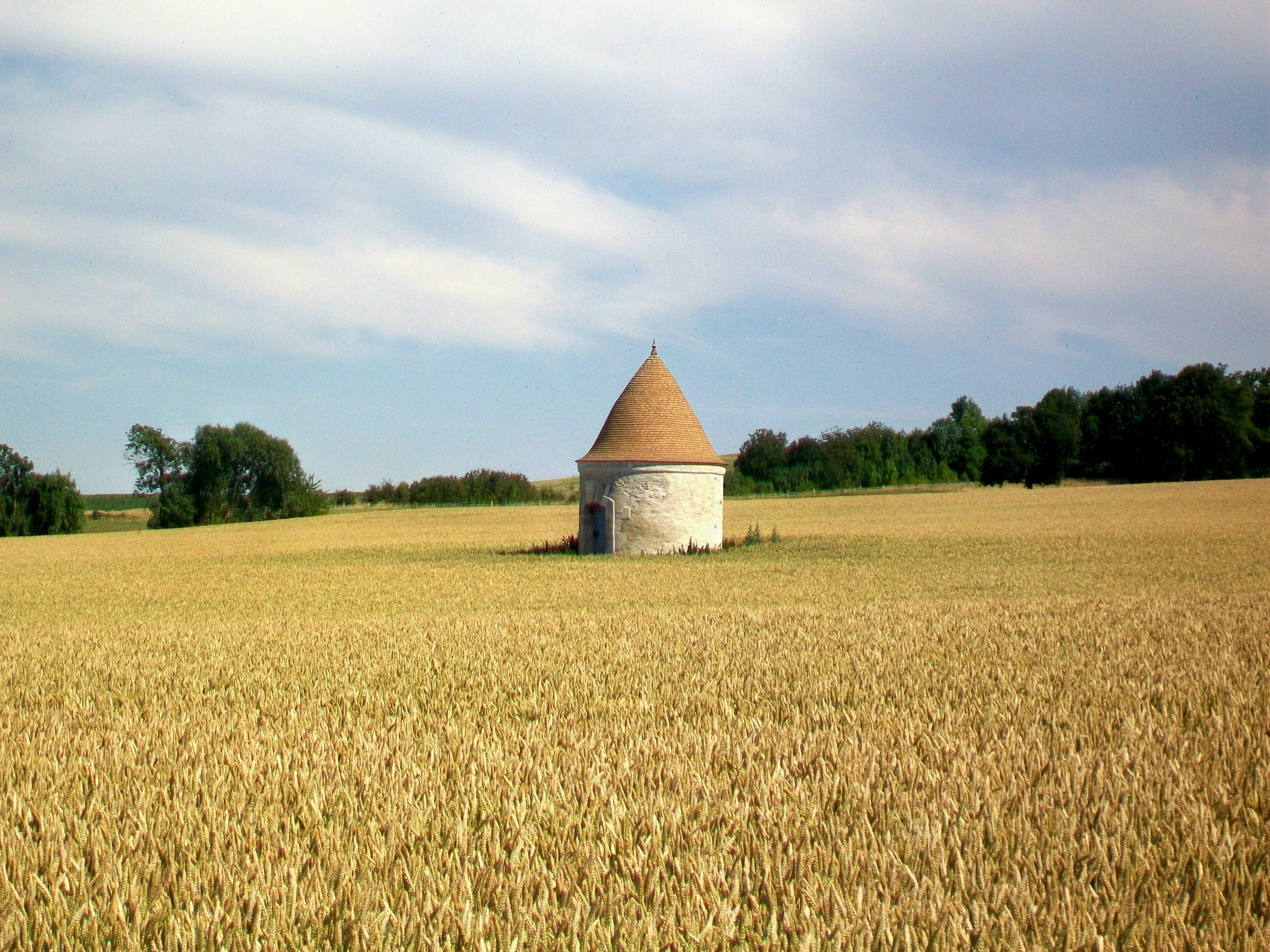
Ancien capteur de source au lieu-dit la Tourelle, entre Mareil et la RD 316.
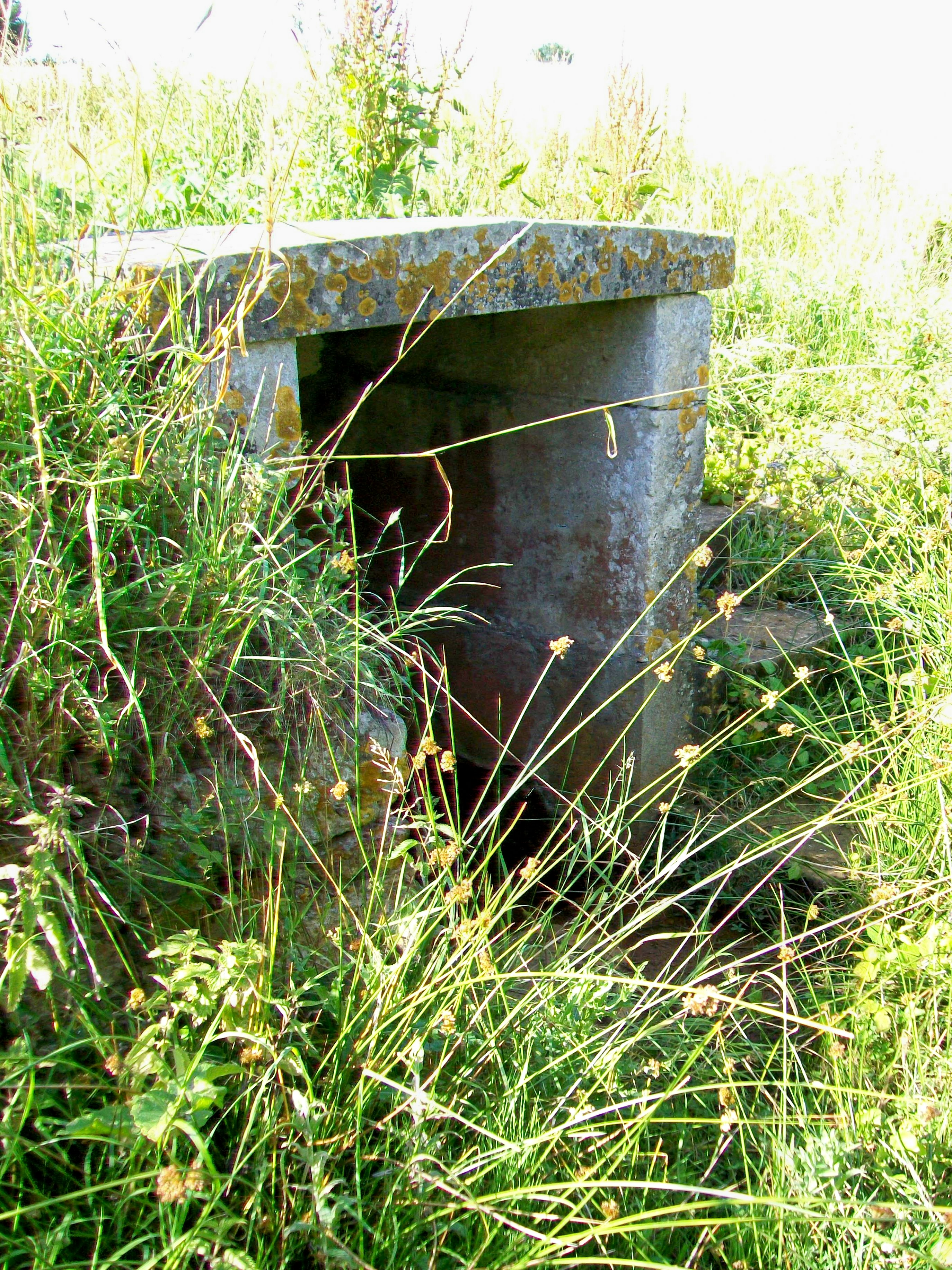
La fontaine couverte du lavoir, dont le bassin est caché par la végétation.
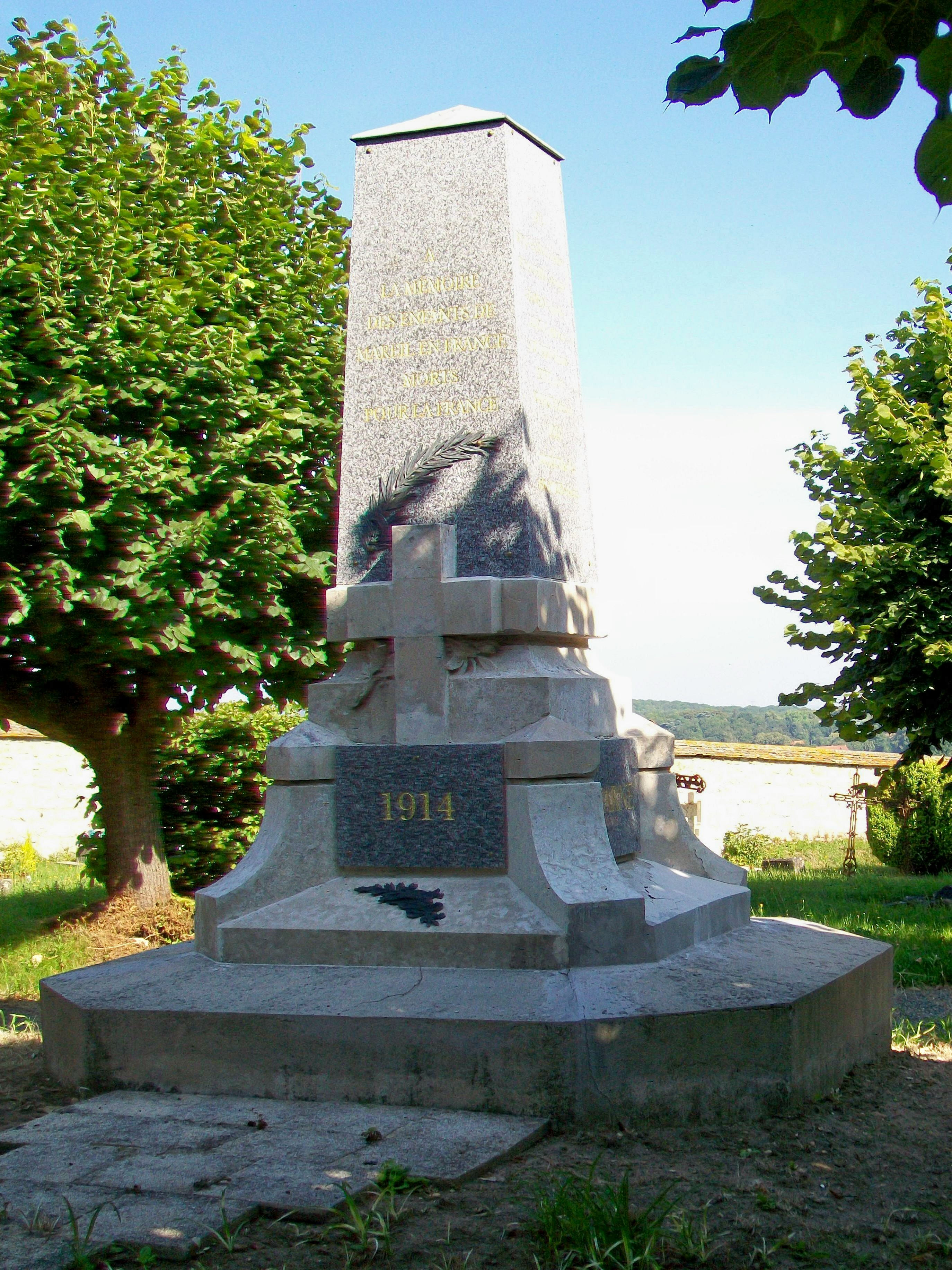
Monument aux morts, au cimetière.

### Héraldique
| Blason de Mareil-en-France | Blason  | Écartelé : au 1) d'or à la bande d'azur, au 2) d'or à la corneille de sable, au 3) d'azur à la main dextre appaumée d'or, au 4) d'azur au chevron d'or ; à la croix de gueules brochant sur la partition et chargée en cœur d'une fleur de lis d'or. |
| Blason de Mareil-en-France | Détails | Le statut officiel du blason reste à déterminer. |

## Personnalité liée à la commune
- Félix Joffre (1903-1989), sculpteur, est né sur la commune[37].